# لوور اودر فالای ناتسیونال پارک
لوور او در فالای ناتسیونال پارک (به آلمانی: Nationalpark Unteres Odertal) یک منطقهٔ مسکونی در آلمان است که در براندنبورگ واقع شده‌است.